# タワックル・カルマン
タワックル・カルマンまたはタワックル・カルマーン（Tawakel Karman,アラビア語: توكل كرمان, 1979年2月7日 - ）は、イエメンの女性活動家、政治家、作家、ジャーナリスト。2011年のノーベル平和賞受賞者である。同国で平和的なデモを訴え続けてきたことから、国内では革命の母とも呼ばれる。イエメン人として初めてノーベル賞を受賞した。2020年、Facebook監督委員会の委員に選任される。

## 経歴
1979年2月7日、タイズに生まれる。母親は弁護士・政治家であり、アリー・アブドッラー・サーレハ政権で法制長官も勤めた。詩人のタリク・カルマンは姉妹である。イエメン最大の野党であるアル＝イスラーハに所属し、作家・ジャーナリストとして言論の自由を求め、政権の腐敗やイエメン女性の地位向上を訴えた。
2005年に首都のサナアで「束縛のない女性ジャーナリスト」（Women Journalists Without Chains、WJWC）という女性ジャーナリストからなる人権組織を結成した。WJWCは新聞やラジオ局も有し、言論の自由や民主的権利を求める運動を行った。2007年からは携帯電話のニュース配信で報道の自由を求める運動を主導した。2007年5月以降はサーレハ政権の弾圧に屈せず改革を求めるデモや座り込みをサナアの「自由広場」で毎週行った。2010年には抗議運動中に、ジャンビーヤ（アラビアの短剣）で襲われたが、支持者によって暗殺に及んだ女性は取り押さえられた。
アメリカ合衆国国内からは女性活動家として評価しようとする向きがあり、2010年にはアメリカ合衆国国務省による「国際勇気ある女性賞」のノミネート者として名前が挙がったこともある。
アラブの春ではエジプトなどアラブ諸国の動きに合わせ活動を開始した。イエメンで政府がアルカーイダ系組織の弾圧を口実にアメリカ合衆国から援助を得ていることから、アルカーイダ系とは異なる独自の民衆運動を呼び掛けた。2011年イエメン騒乱では学生の反政府運動を纏め上げ、国際的な窓口となった。これらの活動が評価され、2011年度のノーベル平和賞を受賞。32歳での受賞は、ノーベル平和賞の受賞者として当時史上最年少であった。
2度の逮捕を経験している。夫・Mohammed al-Nahmiとの間に3人の子供がいる。
2013年8月4日、2013年エジプトクーデターに抗議するモルシ派の座り込み集会に合流する予定であったが、カイロ国際空港でエジプトへの入国を拒否された。暫定政府は入国禁止リストに登録されていたとだけ発表されているが、その背景には反クーデター運動への影響を危惧したためとみられている。
2020年、Facebook監督委員会の委員に選任される。